# Bundeswehrkommando Ost

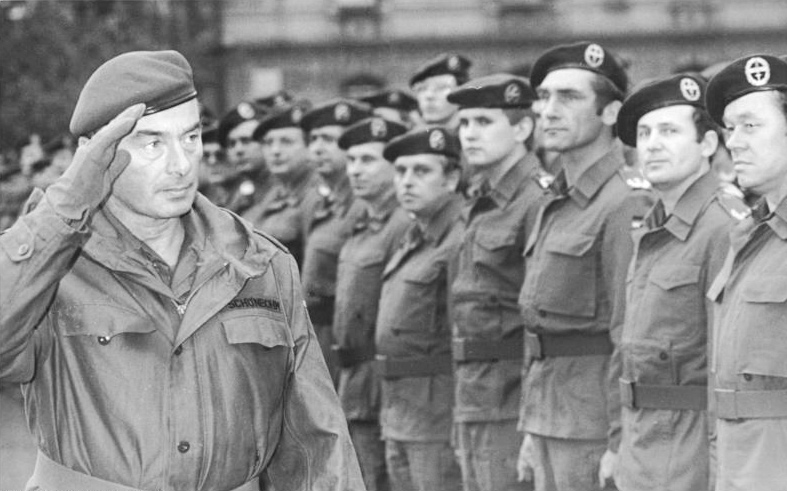
Generalleutnant Jörg Schönbohm, Befehlshaber Bundeswehrkommando Ost bei der Befehlsübernahme des Wehrbereichskommandos VII am 4. Oktober 1990 in Leipzig.

Das Bundeswehrkommando Ost (BwKdo Ost) war eine streitkräftegemeinsame Höhere Kommandobehörde der Bundeswehr, in der nach der deutschen Wiedervereinigung die Streitkräfte der ehemaligen Nationalen Volksarmee der DDR zusammengefasst wurden. 

## Geschichte
Das Kommando wurde am 4. Oktober 1990 in den Räumen des ehemaligen Ministeriums für Nationale Verteidigung in Strausberg mit Personal der Bundeswehr und der ehemaligen NVA zeitlich befristet aufgestellt. Es unterstand unmittelbar dem Bundesministerium der Verteidigung. Befehlshaber war Generalleutnant Jörg Schönbohm, Stellvertretender Befehlshaber war Generalmajor Werner von Scheven.
Dem Kommando unterstanden bei seiner Aufstellung:
- Heereskommando Ost (Henning-von-Tresckow-Kaserne, Schwielowsee)
- Vorbereitungsstab 5. Luftwaffendivision
- Marinekommando Rostock
- Stab Militärbezirk III/Wehrbereichskommando VII (St MB III/WBK VII)[1]
- Wehrbereichskommando VIII[2]

Der Kommandobereich wurde zügig umgegliedert und bestand am 1. April 1991 aus:
- Korps/Territorialkommando Ost
- Kommando 5. Luftwaffendivision
- Marinekommando Rostock

Ab April 1991 wurden die Aufgaben des Bundeswehrkommandos Ost nach und nach an diese Kommandos übertragen. Es wurde am 1. Juli 1991 aufgelöst.

## Aufgabe
Die Aufgabe des Kommandos war, die übernommenen Truppenteile der NVA in Verbände der Bundeswehr umzugliedern und gleichzeitig auf einen Umfang von 50.000 Soldaten zu reduzieren, ehe sie der Verantwortung der Teilstreitkräfte übergeben wurden. Zusätzlich war es für die Erfassung, Sicherung und Ausmusterung des übernommenen Wehrmaterials zuständig. Daneben stellte das BwKdo Ost die Ausbildung der am 1. September 1990 im Beitrittsgebiet einberufenen etwa 15.000 Rekruten und die Umschulung des übernommenen Führungspersonals sicher.